# Survivor
Survivor este un program de televiziune aparținând genului reality-show. Formatul a ajuns foarte popular și a fost preluat de mai multe televiziuni de pe suprafața globului. Survivor este o emisiune concurs, în cadrul căreia un grup de oameni este izolat în diverse locuri sălbatice și concurează între ei pentru bani și alte premii.
Emisiunea folosește o eliminare progresivă, în fiecare episod concurenții votând pentru excluderea unuia dintre ei, până când în final rămâne un singur concurent care câștigă titlul de "Unic Supraviețuitor" și premiul în bani aferent.
Formatul pentru aceasta emisiune a fost creat în 1992 de către Charlie Parsons și a fost utilizat pentru prima dată în Suedia în 1997 pentru emisiunea "Expedition Robinson".

## Istoria conceptului
Crearea conceptului emisiunii, deși atribuită lui Charlie Parsons, a fost de fapt realizată în cadrul companiei de televiziune Planet 24, deținută de Bob Geldof împreună cu Parsons. La început nu a reușit să atragă atenția unei mari rețele de televziune din Marea Britanie sau SUA și a conceptul a fost vândut către televiziunea suedeză Strix, unde a rulat sub titlul "Expediția Robinson" (aluzie la Robinson Crusoe). După o perioadă de dezbateri publice, timp în care s-au eliminat o serie de scene considerate nepotrivite pentru o televiziune publică, serialul a debutat în 1997 și a devenit instantaneu un mare succes în Suedia.
Primul sezon al serialului difuzat în Statele Unite a avut un succes de rating uriaș pentru CBS în toamna lui 2000 și, împreună cu emisiunea concurs a postului ABC "Who Wants to Be a Millionaire" (format difuzat și în România de Prima TV sub titlul "Vrei să fii miliardar?" ), a declanșat o avalanșă de reality-show-uri în SUA, mai întâi, și apoi în întreaga lume. 
Succesul serialului a fost atât de mare incât a fost vândut către numeroase televiziuni din peste 10 țări (printre care ITV în  Marea Britanie, TF1 în Franța sau BTV în Bulgaria)

## Format
Descrierea următoare se bazează pe verisiunea americană, deși formatul general este aplicat în toate variantele internaționale ale emisiunii.

### Triburi
În cadrul emisiunii, un grup de oameni(între 16 și 24) sunt părăsiți într-un loc izolat de civilizație și sunt împărțiți în două până la patru echipe denumite "triburi". În funcție de sezon, triburile primesc un minim necesar de unelte și mâncare pentru a putea supraviețui; de obicei, acestea includ o macetă, o oală și o hartă către o fântână. În cele mai multe cazuri, apa fântânii este murdară și trebuie fiartă înainte de a fi băută, ceea ce îi forțează pe concurenți să pornească singuri un foc ori să câștige uneltele necesare pentru a porni focul in cadrul unei probe.
Triburile sunt încurajate să își construiască adăposturi pentru a se proteja de capriciile naturii și să caute alimente prin flora și fauna locală. În unele sezoane, triburile au primit o rezervă de hrană (de obicei orez), pe când în alte sezoane triburile nu au primit nimic la startul jocului. În primele sezoane, concurenții au avut voie să aducăcu ei un "obiect de lux". Unele sezoane au introdus jucătorii în joc pe neașteptate, părăsind concurenții doar cu hainele și incălțările cu care erau îmbrăcați in acel moment (deși au primit până la urmă pantofii de sport, din rațiuni de securitate).
Divizarea concurenților în triburi a fost facută în mai multe feluri pe parcursului emisiunii. În primele sezoane, triburile erau divizate aproximativ egal în ceea ce privește vârsta și sexul. În unele sezoane, triburile au fost divizate pe bază de gen, vârstă și/sau rasă. Divizarea este făcută de obicei de producători, înainte de începerea emisiunii, dar în unele sezoane triburile au fost selectate de concurenții însăși după începerea jocului. Triburilor le sunt atribuite nume și culori pentru a le identifica.
Fiecărui concurent i se dă o bandană, o bucată de material textil elastic pe care este inscripționat logo-ul sezonului curent, care poate fi purtată ca banderolă, bentiță, fustă sau chiar papion. Concurenții sunt obligați să poarte bandana cu culoarea tribului său la vedere tot timpul, pentru a permite telespectatorilor să identifice tribul căruia îi aparțin. În momentul unui schimb de triburi (datorat fie unei fuziuni, fie unui schimb), jucătorii predau bandana veche și primesc o bandană nouă, de culoarea noului trib.
Producătorii emisiunii se asigură de obicei ca jucătorii să nu renunțe înainte de începerea jocului și au pregătiți jucători de rezervă dacă profilul psihologic al unui concurent le dă motive să creadă că există posibilitatea unei retrageri. Totuși, în cadrul sezonului 14 (Fiji) un concurent s-a retras în noaptea dinaintea prime zile de filmări. Fiindcă producătorii nu anticipaseră aceasta posibilitate, Fiji a fost primul sezon cu un număr impar de concurenți, iar echipa de producție a fost forțată să schimbe modul de divizare în triburi al concurenților.

### Probe
În cursul jocului, participanții concurează, ca trib sau individual, într-o serie de concursuri numite "Probe". Probele testează rezistența, capacitatea de a rezolva probleme, de a munci în echipă, dexteritatea și/sau voința competitorilor și sunt de obicei proiectate a se potrivi temei generale a fiecărui sezon. O probă des întâlnită este o cursă cu obstacole în cadrul careia sa strâng o serie de piese de puzzle, care va fi asamblat după ce toate piesele au fost colectate. Probele au mai inclus de-a lungul timpului "mâncare scârboasă" ( alimente folosite de populația locală) sau întrebări de cultură generală sau despre grupul de jucători ( pe lângă rația minimă zilnică a fiecărui concurent). Multe sezoane au inclus in cadrul părții individuale a concursului: o probă cu "persoana iubită", unde un membru al familiei, un prieten sau alta persoană apropiată a concurentului participă sau este parte a recompensei probei; "Licitația" în care concurenții licitează pentru articole de lux, mâncare sau avantaje strategice; o probă în care câștigătorul primește un autovehicul; sau o probă care reunește mai multe elemente ale unor probe anterioare.
Probele de rezistență de obicei cer concurenților să se balanseze pe o prăjină sau să-și mențină cât mai lung timp corpul într-o poziție dificilă. Gradul de dificultate poate crește progresiv în cursul probei pentru a scurta durata acesteia. Uneori triburile au fost puse să construiască la locația lor un adăpost sau un semnal SOS. Rezultatul final a fost evaluat de un expert, iar recompensa a venit, de obicei, pe calea aerului.
Concurenții sunt anunțați de locul și timpul în care vor avea loc probele prin intermediul unor mesaje speciale lăsate într-o locație apropiată de tabără; aceste mesaje sunt poreclite "poșta din copac", datorită faptului că în prima ediție, Survivor Borneo, mesajele erau lăsate într-un coș agățat într-un copac. Aceste mesaje sunt de obicei versuri care includ un indiciu privind natura probei ce va urma și pot fi însoțite de diverse obiecte care urmează a fi folosite în cadrul probei, astfel dându-le posibilitatea concurenților să incerce stabilirea unei strategii pentru atacarea probei.  În unele cazuri, triburile au primit echipamente cu care să exerseze sau informații de memorat înaintea probei.
Există două tipuri de Probe: Probe de Recompensă și Probe de Imunitate.
- În Probele de Recompensă, jucătorii concurează pentru obiecte care nu sunt esențiale pentru a supraviețui, dar le pot face viața mai ușoară și/sau mai plăcută. Exemple de obiecte care au fost primite ca recompensă includ: hrană, cremene pentru foc, chibrituri, echipament de ploaie și scurte călătorii în afara taberei.
- În Probele de Imunitate, jucătorii concurează pentru imunitate în cadrul unei ceremonii cunoscute drept "Consiliul Tribal" în cadrul căreia concurenții elimină pe unul dintre ei. În faza pe triburi a jocului, tribul care câștigă imunitatea nu participă la Consiliul Tribal. Dupa fuziunea triburilor, imunitatea este individuală, iar deținătorul ei nu poate fi eliminat.

În istoria jocului au fost mai multe probe combinate de Recompensă/Imunitate. Acestea au fost în una din două forme:
- Un trib poate primi atât recompensa, cât și imunitatea în cazul victoriei în probă. Aceasta se întâmplă de obicei în cazul primei probe pentru imunitate, întrucât de obicei nu există o probă pentru recompensă în cadrul episodului premieră. De obicei recompensa constă in cremene sau chibrituri.
- În cazul în care sunt mai mult de două triburi, recompensa este acordată primului trib ajuns la final, iar imunitatea tuturor triburilor, mai puțin ultimului ajuns.
- În edițiile mai recente, au existat probe după care ambele triburi au ajuns la Consiliul Tribal(unul după celălalt), cu diverse variatii de la un sezon la altul:
  - -tribul câștigător a primit și o recompensă, cum ar fi de exemplu o masă, în timp ce urmăresc desfășurarea celuilalt Consiliu Tribal(Palau, Cook Islands si Samoa);
  - -o persoana din cadrul tribului invingator a primit imunitate individuala (Guatemala si Gabon);
  - -amandoua ( in Vanuatu si Heroes vs Villains).

Înaintea fuziunii, toate probele sunt competiții între triburi, având ca rezultat recompense și imunitate pe ansamblul tribului. După fuziune, jucătorii concurează în probe individuale. Recompensele individuale includ deseori opțiunea de a alege unul sau mai mulți însoțitori dintre concurenți pentru a participa la recompensă. De asemenea, au existat probe pentru recompensă în care au fost create două sau mai multe echipe din concurenții rămași, iar recompensa a fost acordată echipei câștigătoare.
În sezoanele recente ale ediției americane un mesaj special, aflat în posesia gazdei/prezentator Jeff Probst, a fost acordat câștigătorului sau pierzătorului probei, cu instrucțiunea de a citi mesajul fie imediat după probă, fie în cadrul Consiliului Tribal următor. Exemple de mesaje au fost eliminarea unui al doilea membru al tribului după ce a fost eliminat unul sau evitarea participării la Consiliul Tribal, dar cu prețul mutării intr-o locație mai puțin confortabilă.
Când unul dintre triburi are mai mulți jucători decât celălalt, trebuie să aleagă jucători care vor sta în afara probei, astfel încât cele două echipe să aibă un număr egal de concurenți. Nici o persoană nu poate sta în două probe consecutive.
Probele sunt de obicei susținute într-un ciclu de trei zile - una pentru proba de recompensă, o zi de odihnă și o zi pentru proba de imunitate și Consiliul Tribal.
Fuziuni, schimbări de trib și dizolvări
În sezoanele în care se începe cu mai mult de două triburi, acestea sunt dizolvate după cel mult patru Consilii Tribale și sunt formate două triburi din concurenții rămași.
În multe ediții a avut loc un Schimb de Triburi la un moment dat înaintea fuziunii. În cadrul acestuia, mebrii triburilor sunt amestecați, având ca rezultat noi triburi. Mecanismul Schimbului a variat de la o amestecare aleatorie la o alegere ca în curtea școlii efectuată de doi "căpitani". Un Schimb Tribal ( sezonul 13 Insulele Cook) a fost realizat dând posibilitatea concurenților să se "revolte" și să schimbe triburile. Procesul Schimbului a distrus mai multe strategii și alianțe inițiale, costând pe unii jucâtori jocul, pe când alții au primit o nouă șansă.
Când rămân 8 până la 10 jucători, cele două triburi fuzionează intr-unul singur. De aici înainte, Probele sunt individuale. În general, după anunțul fuziunii, membrii noului trib se mută într-o singură tabără, își aleg un nou nume de trib și pictează un nou drapel. În Palau (sezonul 10) nu a fost vorba tehnic de o fuziune, deoarece tribul Koror a "distrus" tribul Ulong, câștigând fiecare probă de imunitate și decimând tribul Ulong. Ultimul membru Ulong a fost absorbit de Koror, iar numele tribului nu a fost schimbat.

### Idolul Ascuns al Imunității
În cele mai recente ediții ale versiunii americane a fost introdus Idolul Ascuns al Imunității. Acesta, de obicei un obiect mic tipic temei generale a sezonului/locației, este ascuns în tabără sau pe Insula Exilului, iar indicii succesive cu privire la locul unde este ascuns sunt date unui jucător anume (Guatemala) sau jucătorilor "exilați" sau "răpiți". O dată găsit, jucătorul aflat în posesia lui îl poate păstra sau transfera unui alt jucător și nu poate fi furat. Jucătorul nu poate fi obligat să arate idolul altui jucător, dar îl poate utiliza ca monedă de schimb pentru alianțe sau voturi. Alți jucători pot descoperi posesorul idolului, prin orice mijloace permise de regulament, inclusiv prin răscolirea articolelor personale ale jucătorului. În primele ediții în care a apărut, a existat căte un singur idol pe sezon, dar în Fiji, China, Tocantins, Samoa si Heroes vs Villains  au fost în joc cîte doi Idoli ( câte unul ascuns în fiecare tabără), iar în Survivor Micronesia și Survivor Gabon o dată ce un idol a fost jucat sau eliminat din joc, el a fost ascuns din nou și pus din nou în joc. Idolul Ascuns al Imunității poate fi utilizat inclusiv până în Consiliul Tribal al ultimilor patru( sau cinci) concurenți rămași ( în funcție de sezon). In ultimele sezoane, el a fost valabil pana in ziua 36.
Modul de utilizare al Idolului de către concurenți a fost schimbat de-a lungul timpului:
- În Guatemala, deținătorul idolului trebuia să arate idolul înainte de vot pentru a deveni imun. Ceilalți membri ai tribului nu puteau vota pentru eliminarea acestuia.
- În Panama (ediția 12) și Insulele Cook, deținătorul idolului trebuia să îl arate după citirea voturilor pentru a deveni imun. Dacă el era cel care primise cel mai mare număr de voturi, jucătorul cu numărul următor de voturi era eliminat.

- De la ediția Fiji încoace, deținătorul idolului trebuie să îl arate după ce s-a votat, dar înainte de citirea voturilor. Idolul poate fi cedat în acest moment altui jucător pentru a-l juca. Acest sistem a dus ( atât în China, cât și în Micronesia) la eliminarea deținătorului de moment al idolului fără ca acesta să îl joace.

În unele sezoane, anumiți concurenți au construit ei Idoli falși. Aceștia nu au nici o valoare în cadrul Consililui Tribal.
In timpul Survivor: Samoa Russell Hantz a devenit primul jucator care a descoperit un idol fara sa aiba la dispozitie nici un indiciu. In total, in cele 2 sezoane jucate (Samoa si Heroes vs Villains), Hantz a gasit 6 idoli, cu sau fara ajutorul vreunui indiciu. Prin urmare, in Survivor: Nicaragua se va lua in considerare "factorul Russell" cand se vor ascunde Idolii, conform unui interviu al lui Jeff Probst.

### Insula Exilului
Conceptul "Insula Exilului" a fost introdus in ediția 10 Palau, când un competitor a fost exilat pe o plajă pustie, singur, ca urmare a abandonului într-o Probă de Imunitate. Conceptul a fost dezvoltat în ediția 12 Panama și folosit în următoarele sezoane (Cook, Fiji, Micronesia, Gabon). Un jucător este exilat pe o insulă mică, separată de taberele tribale principale, de obicei pentru o zi care urmează după o proba de recompensă și se intoarce imediat înainte de proba de imunitate. Jucătorul ales poate fi fie primul pierzător al unei probe ( ca în Palau). fie o persoană aleasă de tribul câștigător sau pierzător (în faza tribală) sau de câștigătorul probei individuale. În ediția 16, Micronesia, o persoană din fiecare trib a fost trimisă pe Insula Exilului. Persoana care decide cine urmează să meargă pe Insula Exilului se poate "exila" și pe sine.
Odată ales, Exilatul este trimis imediat pe insulă. Pe insulă sunt doar căteva obiecte necesare supraviețuirii și , eventual dar nu obligatoriu, un mic adăpost. Principalele dezavantaje ale Exilului sunt lipsa de hrană și apă, ceea ce poate slăbi fizic jucătorul, dezavantajându-l în urmptoarele probe, și izolarea față de ceilalți jucători, ceea ce îi poate slăbi poziția strategică în cadrul tribului.
Persoana exilată primește și un "premiu de consolare" - fie un indiciu pentru găsirea Idolului Imunității, care poate sau nu să se afle pe insulă, fie (ca în Survivor Gabon) puțin "comfort".
Conceptul "Insula Exilului" a fost aplicat în primul sezon al Survivor Africa de Sud, când concurenții eliminați erau exilați pe "Insula Mortului" și aveau o șansă de a se întoarce în joc mai târziu. "Insula Mortului" supunea concurenții la condiții foarte grele de viață, nu în ultimul rând psihice, deoarece nu aveau nimic de făcut până spre sfârșitul jocului.
Insula Exilului nu a mai aparut incepand cu sezonul 19 (Samoa).

### Consiliul Tribal
Consiliul Tribal se ține la finalul fiecărui episod. Aici, concurenții votează pentru eliminarea unuia dintre ei. La prima vizită la Consiliul Tribal, fiecare jucător ia câte o torță și o aprind de la rugul omniprezent la fiecare Consiliu. Li se spune că "aceasta este o parte a ritualului Consiliului Tribal deoarece focul reprezintă viața. Căt timp veți avea foc, veți fi în joc. Când focul vi se va stinge, veți părăsi jocul.". După ce a început formarea Juriului, membrii acestuia sunt invitați să intre și să asiste în tăcere la desfășurarea Consiliului. Jucătorii sunt supuși unui tir de întrebări de către gazdă, care forțeză ieșirea la lumină a unor detalii semnificative privind evenimentele și interacțiunile care s-au întâmplat în zilele care au trecut de la precedentul Consiliu Tribal.
Imediat înainte de votare, jucătorul care deține imunitatea în urma probei aferente este întrebat daca vrea să o transfere altui jucător. Oricine deține imunitatea după acest moment nu poate fi votat.
Jucătorii votează apoi, votul este secret și trebuie să fie explicat in confesional, iar jucătorul care primește cele mai multe voturi este eliminat. Jucătorii nu pot vota pentru ei înșiși. De asemenea, ei sunt obligați să scrie citeț și să nu utilizeze porecle neobișnuite. În timpul Consiliului Tribal propriu-zis voturile și motivațiile nu sunt difuzate toate pentru a păstra suspansul momentului citirii voturilor. Totuși, felul în care a votat fiecare jucător este arătat în timpul genericului de final. În timpul citirii voturilor, ordinea în care se citește fiecare vot a fost manipulată de producători pentru a maximiza suspansul momentului. Toate voturile sunt nemodificabile. În momentul în care s-a ajuns la o majoritate necesară, gazda nu va mai citi restul voturilor și va anunța concurentul eliminat din joc. 
După cum s-a descris mai sus, jucătorul/ii aflați în posesia unui Idol Ascuns al Imunității are șansa de a+l juca în timpul unui Consiliu Tribal.
Torța jucătorului eliminat este stinsă, iar gazda proclamă "Tibul a decis" și "E vremea ca tu să pleci". Jucătorul iese apoi din zona Consiliului Tribal și își exprimă câteva opinii de final, care sunt difuzate la sfârșitul episodului. Restul membrilor tribului sunt trimiși înapoi la tabără cu torțele lor; în unele sezoane aceasta a permis tribului respectiv un acces la foc, pe când în alte sezoane, tribului nu i se permitea să plece cu torțele aprinse dacă nu aprinseseră deja unul prin forțe proprii.
În eventualitatea unei egalitâți de voturi, înainte de a rămâne patru concurenți, se va mai vota încă o dată doar pentru jucătorii aflați la egalitate. Dacă acest al doilea vot nu rezolvă situația, celorlalți jucători neaflați la egalitate li se acordă două minute pentru a ajunge la un consens cu privire la jucătorul eliminat. Dacă nu se ajunge la nici o decizie atunci jucătorii aflați la egalitate devin imuni, alături de deținătorul imunitășii individuale, iar restul jucătorilor trag câte o piatră dintr-un săculeț, fiind eliminat jucătorul care trage o piatră de o culoare diferită decât restul. 
În cazul unei egalități când au mai rămas patru concurenți, se va proceda la un nou vot (dar nu și în Survivor Gabon) și dacă acesta nu va rezolva situația, concurenții aflați la egalitate vor fi supuși unei probe de departajare. În Palau, Panama, Cook și Gabon aceasta a constat într-un concurs de făcut focul. În Sezonul 4 Insulele Marchize, a fost folosit procedeul cu extrasul pietrelor, o greșală recunoscută ulterior de gazda Jeff Probst.
În foarte rarul caz (petrecut o singură dată în istoria jocului în Survivor Palau) în care un trib înainte de fuziune a fost redus la doi membri, aceștia se vor înfrunta direct într-o probă pentru a determina jucătorul eliminat. 
În unele ocazii, un jucător poate decide să abandoneze. Deși aceasta situție nu este privită cu ochi buni de concurenți si realizatori, dorința jucătorului este respectată. Dacă un jucător abandonează în timpul Consiliului Tribal, cum a fost cazul în Pearl Islands și Palau, torța jucătorului este "culcată". În funcție de motivul abandonului, li se permite sau nu să-și exprime cuvintele de final.
În cazul în care jucătorul este forțat să abandoneze din cauza unei accidentări sau părăsește jocul în afara Consiliului Tribal, acesta nu se mai ține, iar celelate triburi sunt anunțate de abandon. Totuși, au fost cazuri în care, după evacuarea unui jucător, proba de imunitate și Consiliul Tribal aferent au avut loc. Aceasta se întâmplă de obicei când jocul începe cu mai mult de optsprezece concurenți.

## Juriul
Primii jucători eliminați părăsesc jocul de tot în momentul eliminării. Dar ultimii 9 ( în general, în ultimele sezoane numărul lor a variat) jucători rămân în cadrul jocului până la sfârșit. Exceptând ultimii doi sau trei jucători, din care se va alege câștigătorul, restul concurenților formează juriul, adica grupul de oameni care va vota pentru câștigătorul jocului. Din momentul în care Juriul începe să se formeze, membrii acestuia sunt prezenți la fiecare Consiliu Tribal, fără a avea voie să vorbească sau să interacționeze cu jucătorii aflați încă în joc; ei sunt prezenți doar pentru a observa întrebările și votarea. Membrii juriului sunt izolați până la Consiliul Tribal final și nu au voie să discute felul în care vor vota cu ceilalți membri ai juriului pentru a preveni o eventuală colaborare-aranjare a votului. Restricția rămâne până în momentul în care se anunță câștigătorul jocului.

## Finalul jocului
Ultimele probe dinaintea Consilului Tribal final (începând cu penultima zi a jocului) au avut următoarea desfășurare generală:
Înaintea penultimei probe, jucătorii rămași primesc ca răsplată pentru că au ajuns atât de departe în joc o masă consistentă. Această probă este de obicei foarte complicată, formată din mai multe părți și deseori combină elemente din probe susținute anterior în cadrul sezonului. Apoi se ține un Consiliu Tribal pentru a elimina un jucător.
Înaintea ultimei probe, concurenții rămași participă la un ritual (adaptat la tema generală a sezonului)De aducere aminte a jucătorilor eliminați până atunci (de obicei, amintiți prin prezența torțelor lor stinse). Acest ritual îi conduce pe concurenți direct către proba de imunitate finală. Aceasta este în mod obișnuit o probă care le testează balansul și/sau capacitatea de rezistență a concurenților, și poate dura oricât, de la câteva minute până la o zi întreagă. În majoritatea sezoanelor această probă a fost susținută de trei concurenți, iar câștigătorul a avut posibilitatea de alege practic pe cine să înfrunte în Consiliul Tribal final. Din această cauză, în timpul probei concurenții încearcă să încheie înțelegeri de moment, prin care se renunță la imunitate în schimbul promisiunii de a fi selectat pentru finală. După încheierea probei se ține un Consiliu Tribal pentru a elimina un ultim jucător. Doar jucătorul care deține imunitatea votează, deoarece voturile celorlalți doi se anulează între ele. După acest moment, jocul iese de sub controlul jucătorilor activi și trece în puterea concurenților elimnați care fac parte din Juriu și care stabilesc în Consiliul Tribal final câștigătorul jocului.
Jocul s-a desfășurat similar și în ultimele sezoane, în care la Consiliul Tribal final au participat trei concurenți. Probele finale și ritualurile au avut loc mai devreme cu un vot. Proba finală de imunitate s-a disputat între patru jucători, iar câștigătorul, deși asigurat de locul în finală, nu a mai decis unilateral cine îi vor fi adversarii pentru premiul cel mare.

### Consiliul Tribal Final
În ultima zi a concursului, jucătorii rămași demolează sau ard tabăra, un tribut adus faptului că au supraviețuit până la final. Apoi, ei se îndreaptă către Consiliul Tribal Final.
În timpul acestuia, se petrec, de obicei, următoarele evenimente, deși uneori unele părți sunt editate pentru a respecta durata emisiunii:
- Fiecare dintre finaliști face o declarație introductivă, în care își susțin cauza lor în fața juriului.
- Fiecare membru al juriului, în schimb, le poate pune întrebări finaliștilor, iar aceștia sunt obligați să răspundă. În unele cazuri, juratul ține un scurt discurs care nu cere nici un răspuns din partea concurenților.
- Fiecare finalist ține o pledoarie finală, prin care răspund în general întrebărilor jurașilor și explică din nou de ce merită ei să câștige. (Aceasta etapă a fost eliminată din ultimele ediții: Cook, Fiji, China, Micronesia și Gabon).
- Fiecare jurat votează pentru unul dintre finaliști, astfel indicând jucătorul care va câștiga concursul.

După vot, recipientul cu voturile este luat de gazdă. Jucătorilor li se spune că voturile vor fi citite în timpul reuniunii finale. În mai multe ocazii, Consiliul Tribal Final și reuniunea finală sunt editate pentru a părea o emisiune continuă, până în momentul în care sunt arătați spectatorii din studiou. Pentru aceasta, este recreată în studiou locația Consiliului Tribal Final.

## Premii
Jucătorul ales ca "Unic Supraviețuitor" primește un premiu în bani de 1,000,000 $, brut. De asemenea, de obicei sponsorul emisiunii îi oferă și un autovehicul.
În plus, la una din ultimele probe, ultimii consurenți rămași au oportunitatea de a câștiga o mașină. Totuși, câștigătorul mașinii nu a câștigat niciodată jocul în final, ceea ce a creat așa numitul " Blestem al mașinii din Survivor".
Fiecare jucător primește o recompensă pentru participare, depinzând de durata petrecută în joc. În cele mai multe sezoane, locul doi a fost recompensat cu 100,000 $, iar locul trei cu 85,000 $. Sonja Christopher, prima concurentă eliminată în Survivo: Borneo, a primit 2,500 $. Recompensa a fost mărită pentru Survivor: All-Stars. Locul doi a primit 250,000 $, locul trei 125,000 $, iar locul patru 100,000$. Tina Wesson, prima jucătoare eliminată, a primit 25,000 $. În Survivor: Fiji, în care a fost o egalitate pe locul doi, cei doi finaliști pierzători au primit fiecare câte 100,000$, iar Yau-Man Chan a primit pentru locul patru 60,000 $.
Toți jucătorii primesc în plus câte 10,000$ pentru apariția la reuniunea finală.
Au fost și alte premii acordate de-a lungul timpului:
- În Survivor: All-Stars: 
  - Rob Mariano a câștigat proba care a avut ca recompensă o mașină. Dându-i-se opțiunea de a alege un jucător să-l însoțească în cadrul călătoriei recompensă, el a ales-o pe Amber Brkich. Jeff Probst i-a anunțat pe cei doi în timpul călătoriei că și Amber va primi o mașină (deși nu același model cu cea a lui Rob).
  - În timpul reuniunii, Amber, ca Unic Supraviețuitor, a fost rugată să aleagă alt concurent pentru a primi o mașină, și a ales-o pe Shii Ann Huang.
- În cadrul reuniunii finale a sezonului All Stars, Rupert Boneham a câștigat un sondaj de popularitate și a primit 1,000,000 $.
- În Survivor: Panama, Cirie Fields a caștigat sondajul de popularitate și a câștigat o mașină.
- În Survivor: Insulele Cook, Ozzy Lusth a caștigat sondajul de popularitate și a câștigat o mașină.
- În Survivor: China, Denise Martin a primit de la producătorii emisiunii 50,000$, ca recompensă pentru problemele intervenite ca urmare a participării la emisiune. (Mai târziu, s-a descoperit că ea a denaturat adevărul, și Denise Martin a cerut ca premiul ei să fie donat în scopuri caritabile).
- Incepand cu Survivor: China, spectatorii au votat jucatorul lor favorit, iar acesta a primit 100,000$. Castigatorii au fost urmatorii:
  - -Survivor: China: James Clement;
  - -Survivor: Micronesia: James Clement;
  - -Survivor: Gabon: Robert "Bob" Crowley;
  - -Survivor: Tocantins: James "JT" Thomas;
  - -Survivor: Samoa: Russell Hantz;
  - -Survivor: Heroes vs Villains: Russell Hantz.

## Sezoane Survivor USA
- Borneo 2000;
- The Australian Outback 2001;
- Africa 2001;
- Marquesas 2002;
- Thailand  2002;
- The Amazon 2003;
- Pearl Islands 2003;
- All-Stars 2004;
- Vanuatu  2004;
- Palau 2005;
- Guatemala 2005;
- Panama 2006;
- Cook Islands 2006;
- Fiji 2007;
- China 2007;
- Micronesia 2008;
- Gabon 2008;
- Tocantins 2009;
- Samoa 2009;
- Heroes vs. Villains (Samoa) 2010;
- Nicaragua 2010
- Redemption Island 2011
- South Pacific 2011
- One World 2012
- Filipine 2012
- Caramoan 2013
- Blood vs Water 2013
- Cagayan 2014
- San Juan del Sur 2014
- Worlds Apart 2015
- Cambodia 2015
- Kaoh Rong 2016
- Millenials vs Gen X 2016